# Segunda División de Venezuela 2007-08
La Temporada 2007-08 de la Segunda División de Venezuela se inició el 4 de agosto de 2007 con la participación de 12 equipos.
Los equipos se distribuyeron de acuerdo a su proximidad geográfica en dos grupos: Centro Occidental y Centro Oriental. Cada equipo jugó contra sus rivales de grupo en dos oportunidades, una de local y otra de visitante. También realizaron un partido intergrupal contra los equipos del otro grupo, la sede para estos partidos únicos fue sorteada previamente; pero en el Torneo Clausura se devolvía la visita hecha en el Apertura, para equiparar a todos los equipos.
Los ganadores del Apertura obtuvieron una bonificación para el Torneo Clausura; donde se repitió la misma fórmula. Allí ambos ganadores obtuvieron el boleto a la Primera División de Venezuela. Mientras que los últimos de cada grupo, en la Tabla acumulada descendieron a la Segunda División B de Venezuela.

## Equipos participantes
Los equipos participantes en la Temporada 2007-08 de la Segunda División del Fútbol Venezolano son los siguientes:
| Grupo Occidental: - Zulia FC, de Maracaibo - Policía de Lara FC, de Barquisimeto - Baralt FC, de Mene Grande (2) - UCLA FC, de Barquisimeto - Unión Atlético Trujillo, de Valera (1) - Atlético Turén, de Turén |  | Grupo Centro Oriental: - Atlético PDVSA Gas, de Puerto La Cruz - Caracas FC B, de Caracas - UCV FC, de Caracas - SD Centro Ítalo, de Caracas - Minerven Bolívar Fútbol Club, de Puerto Ordaz (3) - América Fútbol Club, de Barcelona (4) |

(1) Anteriormente Trujillanos  FC B
(2) Baralt FC reemplazó a UA Maracaibo B
(3) Anteriormente Colegio Iberoamericano FC
(4) Anteriormente San Tome FC

## Torneo Apertura 2007
El Torneo Apertura 2007 es el primer torneo de la Temporada 2007-08 en la Segunda División de Venezuela.

### Grupo Occidental
|   | Equipo                  | PTS | JJ | JG | JE | JP | GF | GC | DG  |
| - | ----------------------- | --- | -- | -- | -- | -- | -- | -- | --- |
| 1 | Zulia FC                | 34  | 15 | 11 | 1  | 3  | 35 | 12 | +23 |
| 2 | Policía de Lara FC      | 30  | 16 | 9  | 3  | 4  | 22 | 21 | +1  |
| 3 | Baralt FC               | 24  | 16 | 6  | 6  | 4  | 23 | 21 | +2  |
| 4 | UCLA FC                 | 19  | 16 | 5  | 4  | 7  | 20 | 25 | -5  |
| 5 | Unión Atlético Trujillo | 17  | 16 | 4  | 5  | 7  | 23 | 25 | -2  |
| 6 | Atlético Turén          | 17  | 16 | 3  | 5  | 8  | 18 | 22 | -4  |

Leyenda: PTS (Puntos), JJ (Juegos jugados), JG (Juegos Ganados), JE (Juegos Empatados), JG (Juegos Perdidos), GF (Goles a Favor), GC (Goles en Contra), DG (Diferencia de Goles).

### Grupo Centro Oriental
|   | Equipo                       | PTS | JJ | JG | JE | JP | GF | GC | DG  |
| - | ---------------------------- | --- | -- | -- | -- | -- | -- | -- | --- |
| 1 | Atlético PDVSA Gas           | 30  | 15 | 9  | 3  | 3  | 35 | 19 | +16 |
| 2 | UCV FC                       | 24  | 16 | 6  | 6  | 4  | 26 | 26 | 0   |
| 3 | SD Centro Ítalo              | 23  | 16 | 6  | 5  | 5  | 39 | 29 | +10 |
| 4 | Caracas FC B                 | 23  | 16 | 6  | 5  | 5  | 25 | 20 | +5  |
| 5 | Minervén Bolívar Fútbol Club | 16  | 16 | 3  | 7  | 6  | 25 | 24 | +1  |
| 6 | América Fútbol Club          | 1   | 16 | 0  | 1  | 15 | 8  | 55 | -43 |

Leyenda: PTS (Puntos), JJ (Juegos jugados), JG (Juegos Ganados), JE (Juegos Empatados), JG (Juegos Perdidos), GF (Goles a Favor), GC (Goles en Contra), DG (Diferencia de Goles).

## Final Apertura 2007
Se realizó un único partido, en la ciudad de Caracas
| 12 de diciembre de 2007                                                                       | Atlético PDVSA Gas | 0:2 | Zulia FC                                     | Estadio Brígido Iriarte, Caracas |  |
|                                                                                               |                    |     | José Feliz Gutiérrez 94' (t.e.), 115' (t.e.) |                                  |  |
| Zulia obtuvo una bonificación de 3 puntos y Atlético PDVSA Gas un punto para el clausura 2008 |                    |     |                                              |                                  |  |

## Torneo Clausura 2008
El Torneo Clausura 2008 es el segundo torneo de la temporada 2007-08 en la Segunda División de Venezuela.

### Grupo Occidental
|   | Equipo                  | PTS | JJ | JG | JE | JP | GF | GC | DG  |
| - | ----------------------- | --- | -- | -- | -- | -- | -- | -- | --- |
| 1 | Zulia FC (**)           | 35  | 15 | 9  | 5  | 1  | 39 | 10 | +29 |
| 2 | Policía de Lara FC      | 35  | 15 | 11 | 2  | 2  | 31 | 19 | +12 |
| 3 | Baralt FC               | 27  | 15 | 7  | 6  | 2  | 22 | 14 | +8  |
| 4 | Unión Atlético Trujillo | 17  | 15 | 5  | 2  | 8  | 21 | 24 | -3  |
| 5 | UCLA FC                 | 8   | 15 | 1  | 5  | 9  | 12 | 32 | -20 |
| 6 | Atlético Turén          | 4   | 15 | 1  | 1  | 13 | 6  | 45 | -39 |

Leyenda: PTS (Puntos), JJ (Juegos jugados), JG (Juegos Ganados), JE (Juegos Empatados), JG (Juegos Perdidos), GF (Goles a Favor), GC (Goles en Contra), DG (Diferencia de Goles).

### Grupo Centro Oriental
|   | Equipo                       | PTS | JJ | JG | JE | JP | GF | GC | DG  |
| - | ---------------------------- | --- | -- | -- | -- | -- | -- | -- | --- |
| 1 | Minervén Bolívar Fútbol Club | 28  | 14 | 8  | 4  | 2  | 37 | 15 | +22 |
| 2 | Caracas FC B                 | 24  | 14 | 7  | 3  | 4  | 26 | 24 | +2  |
| 3 | SD Centro Ítalo              | 22  | 14 | 6  | 4  | 4  | 25 | 19 | +6  |
| 4 | Atlético PDVSA Gas (*)       | 13  | 14 | 3  | 3  | 8  | 24 | 28 | -4  |
| 5 | UCV FC                       | 13  | 14 | 4  | 1  | 9  | 22 | 35 | -13 |

Leyenda: PTS (Puntos), JJ (Juegos jugados), JG (Juegos Ganados), JE (Juegos Empatados), JG (Juegos Perdidos), GF (Goles a Favor), GC (Goles en Contra), DG (Diferencia de Goles).
- 3 punto de Bonificación por el Torneo Apertura para el Zulia FC(**).
- 1 puntos de Bonificación por el Torneo Apertura para el Atlético PDVSA Gas(*).

Leyenda: PTS (Puntos), JJ (Juegos jugados), JG (Juegos Ganados), JE (Juegos Empatados), JG (Juegos Perdidos), GF (Goles a Favor), GC (Goles en Contra), DG (Diferencia de Goles).

## Final Clausura 2008
Se realizó un único partido, en la ciudad de Caracas
| 17 de mayo de 2008                    | Minervén Bolívar Fútbol Club | 1 (2):(4) 1 | Zulia FC                 | Estadio Brígido Iriarte, Caracas |  |
|                                       | Jorge Amara 103' (t.e.),     |             | Dustín Valdéz 94' (t.e.) |                                  |  |
| Zulia ganó el Clausura en penales 4-2 |                              |             |                          |                                  |  |

## Tabla Acumulada
La Tabla acumulada definió los equipos que descendieron a la Segunda División B de Venezuela. Los equipos que descendieron fueron América FC y Atlético Turén.

### Grupo Occidental
|   | Equipo                  | PTS | JJ | JG | JE | JP | GF | GC | DG  |
| - | ----------------------- | --- | -- | -- | -- | -- | -- | -- | --- |
| 1 | Zulia FC (**)           | 69  | 30 | 20 | 6  | 4  | 74 | 22 | +52 |
| 2 | Policía de Lara FC      | 65  | 31 | 20 | 5  | 6  | 53 | 40 | +13 |
| 3 | Baralt FC               | 51  | 31 | 13 | 12 | 6  | 45 | 35 | +10 |
| 4 | Unión Atlético Trujillo | 34  | 31 | 9  | 7  | 15 | 44 | 49 | -5  |
| 5 | UCLA FC                 | 27  | 31 | 9  | 6  | 19 | 32 | 57 | -25 |
| 6 | Atlético Turén          | 21  | 31 | 4  | 9  | 18 | 24 | 67 | -43 |

Leyenda: PTS (Puntos), JJ (Juegos jugados), JG (Juegos Ganados), JE (Juegos Empatados), JG (Juegos Perdidos), GF (Goles a Favor), GC (Goles en Contra), DG (Diferencia de Goles).

### Grupo Centro Oriental
|   | Equipo                       | PTS | JJ | JG | JE | JP | GF | GC | DG  |
| - | ---------------------------- | --- | -- | -- | -- | -- | -- | -- | --- |
| 1 | Caracas FC B                 | 47  | 30 | 13 | 8  | 9  | 51 | 44 | +7  |
| 2 | SD Centro Ítalo              | 45  | 30 | 12 | 9  | 9  | 64 | 48 | +16 |
| 3 | Minervén Bolívar Fútbol Club | 44  | 30 | 11 | 11 | 8  | 62 | 39 | +23 |
| 4 | Atlético PDVSA Gas (*)       | 43  | 29 | 12 | 6  | 11 | 59 | 47 | +12 |
| 5 | UCV FC                       | 37  | 30 | 10 | 7  | 29 | 48 | 61 | -13 |
| 6 | América Fútbol Club          | 1   | 16 | 0  | 1  | 15 | 8  | 55 | -47 |

Leyenda: PTS (Puntos), JJ (Juegos jugados), JG (Juegos Ganados), JE (Juegos Empatados), JG (Juegos Perdidos), GF (Goles a Favor), GC (Goles en Contra), DG (Diferencia de Goles).
- 3 punto de Bonificación por el Torneo Apertura para el Zulia FC(**).
- 1 puntos de Bonificación por el Torneo Apertura para el Atlético PDVSA Gas(*).
- América FC se retiró luego del Apertura
- Los equipos en naranja descienden a la categoría inferior

Leyenda: PTS (Puntos), JJ (Juegos jugados), JG (Juegos Ganados), JE (Juegos Empatados), JG (Juegos Perdidos), GF (Goles a Favor), GC (Goles en Contra), DG (Diferencia de Goles).

## Máximos Goleadores
| Jugador | Jugador              | Jugador            | Goles | Equipo                                 |
| ------- | -------------------- | ------------------ | ----- | -------------------------------------- |
| 1       | Bandera de Venezuela | Phillipe Estévez   | 18    | Zulia FC                               |
| 2       | Bandera de Venezuela | Jeancarlos Brito   | 13    | Atlético PDVSA Gas/ SD Centro Ítalo FC |
| 3       | Bandera de Colombia  | Carlos Bacca       | 12    | Minervén Bolívar Fútbol Club           |
| 3       | Bandera de Colombia  | John Ramírez Pombo | 12    | Unión Atlético Trujillo                |